# The Baby and the Leopard
The Baby and the Leopard è un cortometraggio muto del 1915 diretto da Tom Santschi. Prodotto dalla Selig su un soggetto di S.A. Van Patten, il film aveva come interpreti George Larkin, Edith Johnson, Lafayette McKee, Baby Jean Fraser.

## Trama
In Africa, il coltivatore Fred Herman vive felicemente con la moglie e la loro piccola Helen. Un giorno, Carl Snyder, un cacciatore, si ferma da loro e ammira i quadri dipinti dalla signora Herman. La lusinga, dicendole che il suo talento è troppo grande per restare nascosto nel deserto e la spinge a fuggire con lui in città. La notte della fuga, Herman avverte la mancanza della moglie e si mette a cercarla. Intanto un leopardo ha rapito la bambina. Herman ritrova la moglie che sta cercando di resistere agli assalti di Snyder ma, mentre sta per ucciderlo, si rende conto del pericolo che corre la figlia. Corre in casa e spara al leopardo mentre Snyder ne approfitta per fuggire. Salvato la bambina e fiducioso che ormai la moglie abbia imparato la lezione, Herman la perdona.

## Produzione
Il film fu prodotto dalla Selig Polyscope Company.

## Distribuzione
Distribuito dalla General Film Company, il film - un cortometraggio in una bobina - uscì nelle sale cinematografiche statunitensi l'11 dicembre 1915.